# Indrek Varblane
Indrek Varblane (Tallinn, 5 maggio 1968) è un ex cestista estone, fino al 1991 sovietico.

## Carriera
Con l'Estonia ha disputato i Campionati europei del 2001.